# Sébastien Michaëlis
Pour les articles homonymes, voir Michaelis.
Sébastien Michaëlis est un dominicain français, né vers 1543 à Saint-Zacharie, village de Provence, aujourd’hui dans le Var, et mort le 5 mai 1618 à Paris.
Il est à l'origine d'un projet de réforme au sein de l'ordre dominicain et se retrouve au cœur d'une affaire de possession à Aix entre 1610 et 1611. Il intervient dans le contexte des guerres de Religion et de la grande vague des affaires de possession des XVIe et XVIIe siècles.

## La tradition réformatrice de l'ordre dominicain
Michaëlis entra dans l'institution dominicaine à partir de 1560 au couvent de Marseille, dans lequel il commença son noviciat. Dans ce dernier, il reçut l'héritage d'Elzéar Barthélemy, réformateur du XVe siècle. Ce Dominicain, nommé prieur du couvent d'Arles en 1436, avait développé la réforme amorcée par le maître de l'ordre, Raymond de Capoue (confesseur de Catherine de Sienne), à la fin du XIVe siècle. Cette dynamique se centrait sur des articles de l'observance régulière, tels que l'abstinence d'alimentation carnée et de chair, la célébration de l'office, l'étude, la pauvreté collective ou encore la clôture, que le relâchement progressif des conventuels avait désagrégé. Il l'introduisit d'abord au couvent d'Arles, puis à celui de Marseille en 1444. Le projet engendra de fortes tensions entre les conventuels, certains étant favorables à l'application d'une observance régulière plus stricte, tandis que d'autres y étaient fortement opposés. Ces dissensions aboutirent à l'érection d'une congrégation indépendante rassemblant les couvents nouvellement réformés en 1497 : la congrégation de France. L'expansion que connut cette dernière suscita des scissions au sein des couvents réformés, car certains frères n'acceptaient pas d'être détachés de l'autorité du provincial de la province dans laquelle ils étaient assignés. La congrégation changea complètement les modes de pénétration de la réforme dans les couvents du Midi de la France. À la méthode pastorale succéda des manières d'agir violentes, qui provoquèrent des ruptures. La stabilité de l'ordre était désormais compromise, c'est pourquoi la congrégation de France fut dissoute et érigée en province d'Occitanie en 1569, par le chapitre général de Rome. Ce n'est pas pour autant que l'esprit de réforme qui animait certains conventuels dépérit dans les années suivantes.

## Les débuts dans l'ordre

### Les contacts avec le milieu protestant

#### Toulouse

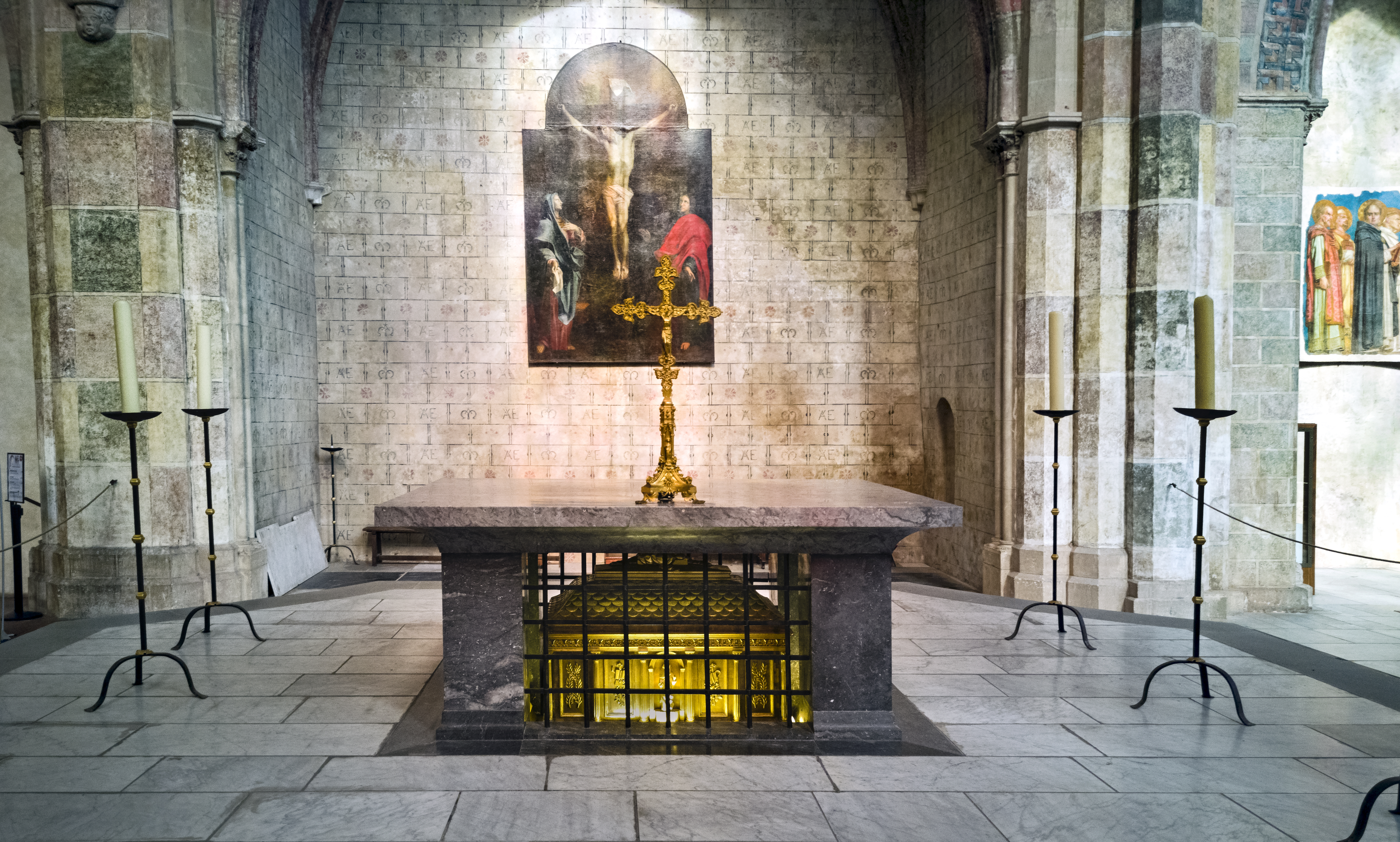
Autel abritant le tombeau de saint Thomas d'Aquin, couvent des Jacobins de Toulouse.

Dans la maison de Marseille (que Michaëlis intègre en 1560) se maintenaient les exigences de la vie régulière, même si la congrégation de France n'était plus. Après son noviciat, Michaëlis fut envoyé à Toulouse en 1562. Il fut alors témoin, dans la nuit du 11 au 12 mai 1562, de la prise de la ville par les huguenots, menés par un fervent pasteur nommé Barrelle. Avant ces quelques jours de sédition, les protestants avaient trouvé un complice parmi les frères du couvent des Jacobins en mars 1562, dans lequel Michaëlis étudiait la théologie. Les insurgés occupèrent alors le couvent pendant vingt-quatre heures. Ils le pillèrent et le saccagèrent, dans un élan d'iconoclasme, et les frères durent s'en enfuir. Cet événement n'a sans doute pas été sans répercussion dans la perception que Michaëlis a développé du protestantisme par la suite. Pour la première fois, il fut témoin d'une scène d'iconoclasme perpétrée par les calvinistes. Cela n'était jamais arrivé durant ses études au sein de l'ordre, puisque Marseille, où il fit son noviciat, avait été épargnée par les violences des conflits religieux. À Toulouse, les protestants faillirent porter atteinte aux reliques de saint Thomas d'Aquin, conservées dans le couvent des Jacobins, auxquelles il était très attaché. Thomas Souèges, profès au couvent de Toulouse en 1651, rapporte l'événement :
Ils emportèrent quantité de choses de notre couvent, et entre autres la châsse d'argent dans laquelle reposaient les sacrés ossements de saint Thomas. Mais, parce qu'ils étaient immédiatement dans une autre d'ivoire, comme je l'ai appris des plus anciens Pères du couvent de Toulouse, et que les hérétiques n'en voulaient qu'à l'argent, ils se contentèrent de cette châsse et laissèrent là celle d'ivoire avec les reliques.
Cet aspect de la violence huguenote devait être désastreux pour Michaëlis, puisque la destruction des reliques symbolisaient la fin d'un culte. La même année, Esprit Rotier, doyen de la faculté de théologie à Toulouse, dénonça le dogme protestant à travers sa Response aux blasphémateurs de la saincte messe avec la confutation de la vaine et ridicule cène des calvinistes. La conjonction de la publication de cet ouvrage et de la prise de contrôle de la ville par les huguenots a pu contribuer à forger un lutteur qui, par la parole et la plume, combattit sans relâche les ennemis de la foi catholique. La sédition protestante prit fin le 17 mai 1562 par infériorité numérique des insurgés. La paix qu'ils avaient négociée avec les catholiques toulousains leur donna le droit de quitter la ville sans craindre pour leur vie. Cependant, dès qu'ils franchirent la porte Villeneuve, ils furent assaillis par une bande de catholiques venue de Toulouse, faisant un bilan approximatif de deux-cents morts. Le massacre fut suivi d'un mois de répression au sein de la ville. Dès lors, la capitale languedocienne bascula dans l'ultra-catholicisme radical, et cette victoire lui offrit le visage qu'elle eut par la suite, celui d'une citadelle du catholicisme. Michaëlis vécut ainsi près de cinq ans dans une cité intransigeante et propice aux massacres, qui bannissait sévèrement les idées nouvelles. Cette atmosphère alimenta chez lui son inflexibilité envers le dogme protestant. C'est à Toulouse que ses prédications commencèrent, rendues d'autant plus attractives qu'il étudiait la théologie quotidiennement au couvent des Jacobins, et attirèrent ainsi de nombreux auditeurs.

#### Paris
Vers 1566, il partit poursuivre ses études au couvent Saint-Jacques de Paris. Là, il fut encore témoin des conflits engendrés par la Réforme protestante, lors de la deuxième guerre de religion. Claude Haton, prêtre intransigeant contemporain de Michaëlis, met en lumière le dessein des insurgés à Paris :
Les rebelles condeiens, après avoir fait faute à leur entreprise de prendre le roi, s'allèrent camper dedans la ville de Saint-Denis en France à deux petites lieues de Paris, où là se fortifièrent et s'assemblèrent pour aller assaillir la ville de Paris ou bien pour lui empêcher les vivres en intention de l'affamer, afin de la faire rendre à leur dévotion.
Une fois de plus, Michaëlis se retrouve au cœur des conflits religieux. Ces troubles, nés de la propagation de la Réforme en France, constituèrent un tournant dans le développement de son mode de pensée. En étant témoin des événements, il cristallisa dans sa mémoire l'image d'un protestant violent et dangereux. En détruisant les lieux saints et les reliques, le huguenot mettait en péril les fondements idéologiques et traditionnels de la foi catholique.
Ces moments clefs permettent de capter les germes du processus de construction d'un caractère autoritaire et intransigeant, centré sur la défense et la renaissance de la religion catholique dans toutes ses composantes. Les réactions des prédicateurs dominicains, comme celles d'Esprit Rotier à Toulouse, lui ont proposé un modèle à suivre pour combattre efficacement le mouvement calviniste, par les armes de la parole et de la plume.

### Un parcours classique

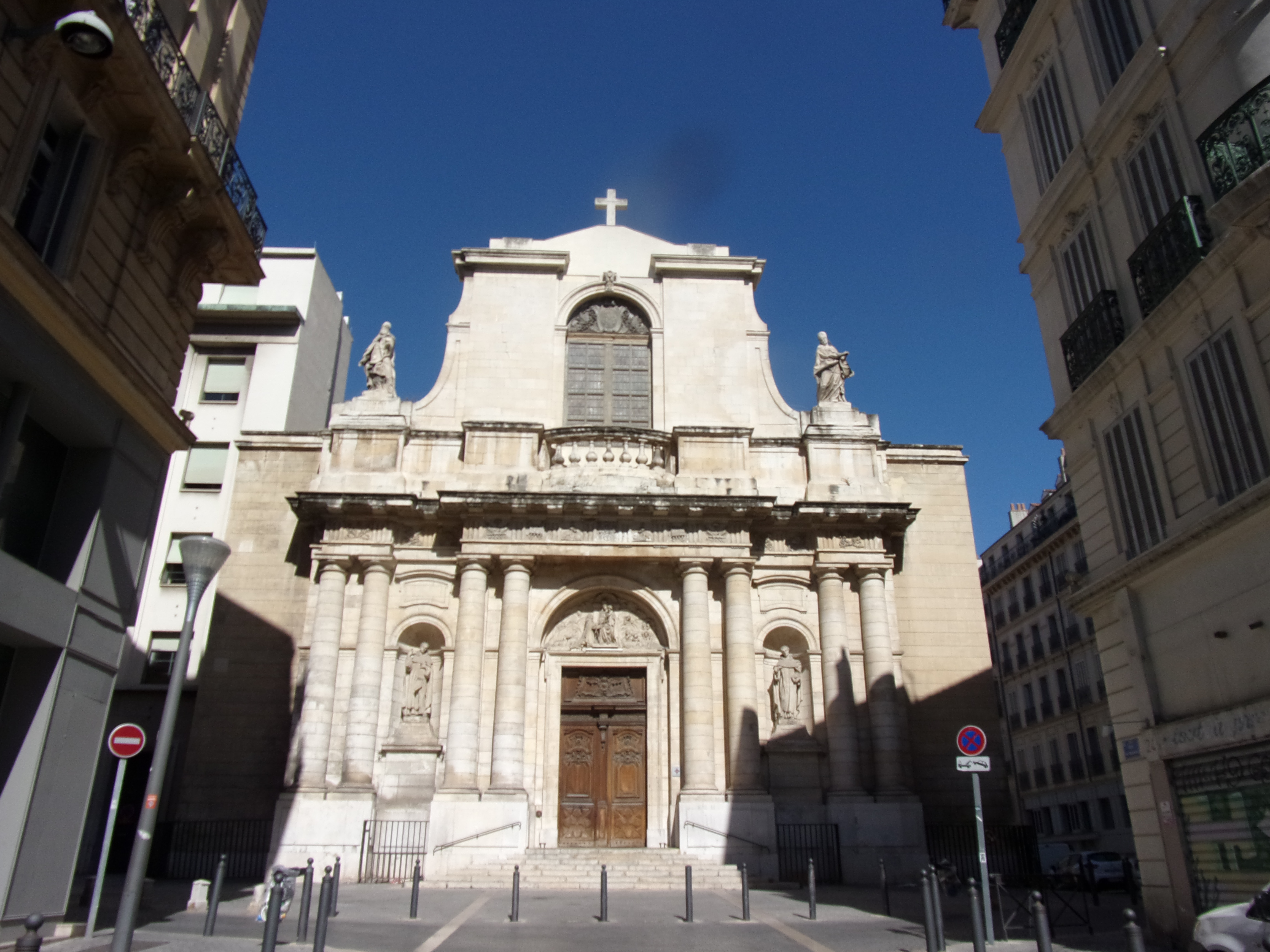
Façade de l'église Saint-Cannat, ancienne église du couvent des Frères précheurs, Marseille.

À Toulouse, il fut ordonné prêtre en 1565. Après son voyage à Paris, il devint bachelier à Avignon en 1568, lecteur de la Bible à Toulouse en 1570 et maître en théologie à Marseille en 1574. Il devint ensuite prieur du couvent de Marseille d'octobre 1574 à avril 1578, puis entra dans le milieu inquisitorial en étant promu assesseur de l'inquisition d'Avignon. En 1582, il participa au procès et à l'exécution qui suivit de dix-huit personnes accusées de sorcellerie. Cet événement est considéré comme l'un des procès les plus spectaculaires de la grande chasse aux sorcières.

## Une aspiration de renouveau
Lorsqu'il entra au couvent de Marseille en 1560, Michaëlis fut bercé par l'esprit de réforme qui animait les conventuels. En 1589, il fut nommé au provincialat d'Occitanie (la province qui avait fait suite à la congrégation de France), lors du chapitre d'Avignon. C'est à partir de là que commencèrent ses ambitions de réforme. Cependant, la réalisation de ce projet fut freinée par la résistance de beaucoup de frères. La majorité des opposants percevait dans cette restauration de trop grandes contraintes, puisque nombre de conventuels s'étaient habitués au relâchement de la vie régulière (la clôture, l'abstinence ou encore l'assiduité à la prière étaient négligées). La réforme ne pouvait pas encore naître puisqu'elle ne pouvait résulter que d'un vouloir conventuel partagé par tous.

## La réforme d'Occitanie

### Le priorat de Clermont-l'Hérault

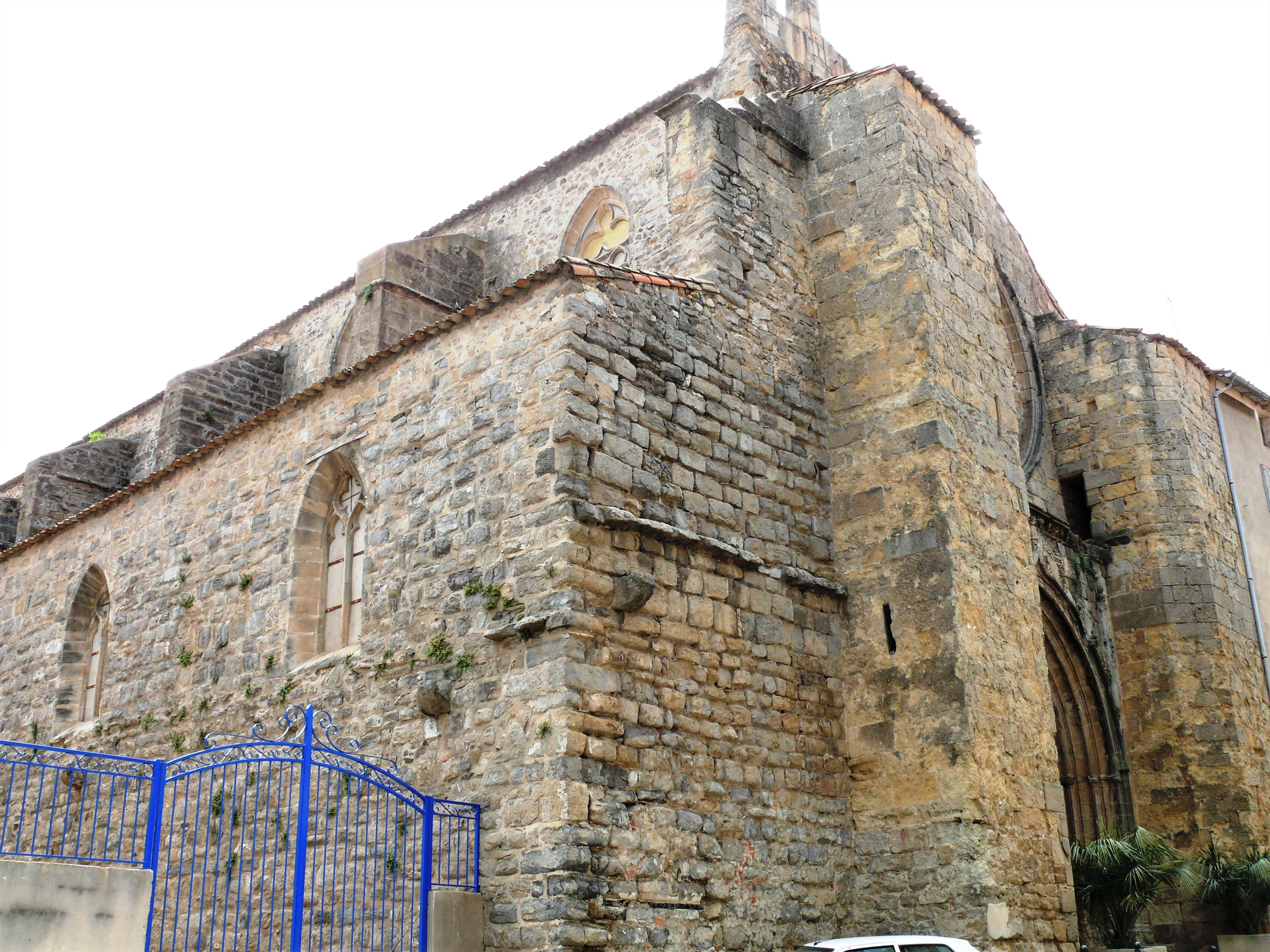
L'église Saint-Dominique de Clermont-l'Hérault où fut expérimentée la "Réforme clermontaise".

La réforme prit véritablement naissance lors du chapitre provincial d'Occitanie, tenu à Fanjeaux en mai 1594, en confirmant la réforme du couvent de Clermont-l'Hérault, dont le priorat fut confié à Michaëlis. Ce dernier décida alors d'en faire le couvent-pilote de la restauration, porteuse d'une double composante. Il y restaure l'observance régulière, en commençant par le régime alimentaire prescrit dans les constitutions. Il se donne également une mission apostolique, car cette maison se trouvait dans un bourg à domination huguenote (en 1562, les protestants avaient ruiné ce couvent). Avant de pouvoir restaurer l'observance régulière, il fallait avant tout rétablir l'unité catholique dans la ville. Sous son impulsion, les frères ont donc œuvré à la reconstruction des communautés catholiques grâce à leur zèle à évangéliser les fidèles. Ils pratiquaient avec ferveur la pastorale tridentine de la reconquête catholique, notamment en catéchisant les populations locales. Dans cet aspect des réformés de Clermont-l'Hérault se dessine le visage rénové du catholicisme, dans le sillage des aspirations du concile de Trente. La réforme de Clermont greffa aussi à elle un mouvement de reconstruction des bâtiments saccagés par les huguenots. Elle engendra la restructuration des foyers catholiques, aussi bien sur le plan de la communauté que sur celui des bâtiments. C'est donc dans le couvent de Clermont-l'Hérault que l'œuvre de Michaëlis fut inaugurée. Tant qu'elle restait isolée dans cette maison, la réforme demeurait marginale.

### Michaëlis à Montpellier
Sa charge priorale à Clermont-l'Hérault arrivée à son terme, il fut réclamé par le chapitre cathédrale de Montpellier en juin 1595 pour tenir tête aux théologiens huguenots, et s'y établit en mai 1596. Dès lors, il se lança dans la controverse publique contre les pasteurs protestants, en publiant d'abord des ouvrages simples. Sa Dispute et réplique paisible et modeste, rédigée en 1597, ne dégageait aucune agressivité envers les huguenots, mais conservait tout de même un ton fièrement conquérant. Son principal adversaire à Montpellier n'était autre que le pasteur Jean Gigord, déjà réputé pour son zèle à créer des conversions par la parole et la plume. Les deux adversaires s'affrontèrent sur le plan de la controverse en publiant des œuvres destinées à contrer les idées respectives de l'autre. La Troisiesme response du P. Michaelis, en confutation du troisiesme escrit de Me Jean Gigord de Montpellier, rédigée en 1599, clôtura le débat entre les deux religieux. Cette œuvre, destinée à contrecarrer les idées du pasteur, tient une place fondamentale dans l'entreprise de reconquête catholique de la ville de Montpellier par Michaëlis. Selon lui, l'argumentaire développé dans son ouvrage sert à détruire l'hérésie dont la ville était infectée. Cette idée est très bien représentée par la vignette qu'il a choisie pour décorer la page de titre de son œuvre de controverse : saint Michel terrassant le Dragon. Ce thème, évoqué dans l'Apocalypse de Jean, est repris et réadapté au contexte religieux de l'époque. Michaëlis symbolisait dès lors le défenseur du catholicisme à travers la figure de saint Michel, tandis que Jean Gigord (représentant de l'hérésie) est associé au Dragon (allégorie du Mal). Le combat se répercuta sur le plan de la controverse, sans changer pour autant le dénouement : la victoire du catholicisme sur son ennemi. 
À Montpellier, son combat s'ancre dans les idéaux de sa réforme, en redonnant à la ville son visage catholique par la dispute théologique.

### Le priorat de Toulouse

#### Le succès de la réforme toulousaine
En mai 1599, Michaëlis fut réclamé et élu prieur par les frères de Toulouse, qui souhaitaient rétablir l'observance régulière sur le modèle de Clermont-l'Hérault. À Toulouse, il trouva l'appui du provincial Étienne Lemaire, qui lui aussi avait été bercé par l'esprit réformateur du couvent de Marseille. Celui-ci avait déjà introduit la réforme dans la ville, non seulement en exhortant les populations à se conformer à l'observance, mais aussi en expulsant du couvent les religieux les plus relâchés. Par son action, le couvent d'Albi avait également adhéré à la réforme en 1601. Michaëlis avait aussi le soutien du maître de l'ordre, Jérôme Xavierre, qui le propulsa visiteur de la province de Toulouse pour y promouvoir la réforme. Cette dernière connut donc une période très favorable à son développement à partir de 1599. Le nombre de recrutements permet de voir le succès que connut la réforme à Toulouse : avant l'élection du réformateur à la charge priorale, le recrutement des frères dans le couvent tarissait. Dès l'arrivée de Michaëlis au couvent, ce dernier retrouva sa vitalité, en intégrant quatorze frères au cours de la seule année 1600, et en poursuivant sa progression au cours des années suivantes.
| Années      | 1590 | 1591 | 1592 | 1593 | 1594 | 1595 | 1596 | 1597 | 1598 | 1599 | 1600 | 1601 | 1602 | 1603 | 1604 | 1605 | 1606 | 1607 | 1608 | 1609 | 1610 |
| Professions | 0    | 0    | 0    | 4    | 4    | 2    | 0    | 0    | 0    | 1    | 14   | 9    | 6    | 9    | 8    | 3    | 2    | 7    | 2    | 4    | 5    |

À Toulouse, beaucoup de jeunes gens furent attirés par l'exemple entraînant de la communauté autant que par la figure du prieur. Ainsi, l'introduction de la réforme dans les couvents alla de pair avec l'augmentation numérique de leurs membres.
Les composantes principales de la réforme toulousaine étaient le silence, l'abstinence, le jeûne et la prière. Le point qui fut instauré en premier fut l'abstinence de la viande au réfectoire. Michaëlis refusa catégoriquement de transiger sur cet article de l'observance, sans aucune dispense valable. Les mécontents du couvent furent contraints par leurs frères réformés, majoritaires, d'intégrer ce point à leur vie quotidienne. Aussi, il ne faut pas oublier qu'à Toulouse, Michaëlis n'a pas sous-estimé la vie intellectuelle. Dès son arrivée au couvent, il mit entre les mains de ses premiers novices les écrits anti-catholiques du pasteur Jean Gigord, afin d'éveiller leur discernement critique.
C'est donc à Toulouse que la réforme prit véritablement son envol. Michaëlis fut porté comme fer-de-lance d'une communauté enthousiaste. La capitale languedocienne fut donc considérée comme le berceau de la réforme, comme elle le fut autrefois lors de la fondation de l'ordre par saint Dominique en 1215.

#### Les oppositions suscitées par la réforme à Toulouse
Le succès que connut la réforme à Toulouse fut interrompu par l'élection de Joseph Bourguignon au titre de provincial de Toulouse en 1602, un personnage hostile à la réforme. Michaëlis avait très certainement introduit dans sa réforme des innovations vestimentaires (modifications du capuce et de la robe). Sans doute le nouveau provincial craignait-il que ces innovations ne dégénèrent en la formation d'une branche indépendante de l'ordre dominicain (par analogie aux Capucins par exemple). Quoi qu'il en soit, une lutte acharnée s'amorça dès lors entre Bourguignon et les frères réformés, dirigés par Michaëlis. Le conflit porta préjudice à la communauté toulousaine en radicalisant l'application de l'observance régulière : ceux qui ne s'accordaient pas aux exigences du prieur furent chassés du couvent et contraints de vivre en délaissant leurs vœux. Dès Toulouse, l'œuvre de Michaëlis revêtit un caractère coercitif et autoritaire. De son côté, Joseph Bourguignon avait pour ambition de disperser les observants pour faire péricliter la réforme. L'opposition prit une tournure brutale dès lors que des scènes de violence éclatèrent dans le couvent (en octobre 1602 et en novembre 1603). Michaëlis pensa alors créer une congrégation composée des couvents nouvellement réformés, indépendants de la province d'Occitanie, sur le modèle de la congrégation de France.

### Le priorat de Saint-Maximin

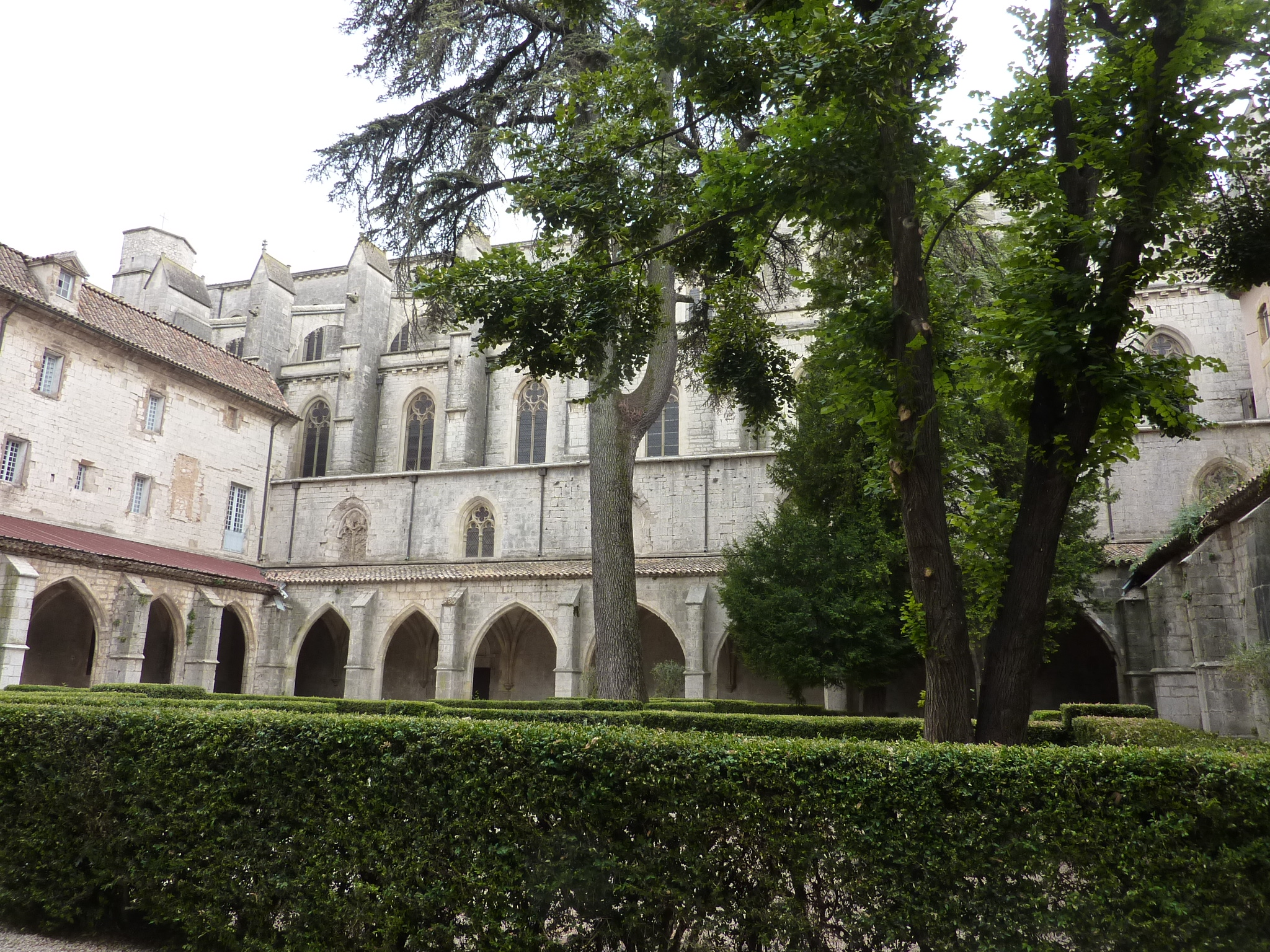
Le couvent royal de Saint-Maximin-la-Sainte-Baume, anciennement dénommé couvent des Dominicains.

En janvier 1604, Bourguignon et Michaëlis firent appel au parlement de Toulouse afin de supprimer l'observance d'un côté, et d'obtenir la création d'une congrégation autonome de l'autre. La médiation laïque ne donna aucun résultat. C'est pourquoi le réformateur songea à placer les quatre couvents intégrés au mouvement (Clermont-l'Hérault, Toulouse, Albi et Béziers, qui fut réformé par le prieur Georges Siméon dès 1603) sous la sauvegarde royale.
Le couvent de Saint-Maximin en Provence était rattaché au Parlement provincial et ses frères étaient contrôlés par deux magistrats d'Aix. L'élection de son prieur reposait sur la décision royale, après que les religieux du couvent aient proposé trois noms. Les interventions du pouvoir laïc au couvent s'explique par le statut dérogatoire du bâtiment. En 1606, Michaëlis fut présenté au roi Henri IV à Paris par le Jésuite Pierre Coton, conseiller spirituel du roi, afin d'obtenir son soutien face aux oppositions de Joseph Bourguignon. Parallèlement, deux prélats qui côtoyaient le roi (l'archevêque d'Aix, Paul Hérault de l'Hospital, et l'archevêque d'Embrun, Honoré de Laurens) avaient soumis à ce dernier la proposition de nommer Michaëlis au priorat du couvent royal. En septembre 1606, le monarque accepta et signa la nomination du réformateur à la charge priorale de Saint-Maximin, en promettant simultanément d'intervenir auprès du pape pour que soit érigée une congrégation réformée indépendante des provinces d'Occitanie et de Provence. Il ne fait aucun doute que les actions du souverain aient engendré la sympathie de Michaëlis pour le pouvoir monarchique. Le discours du dominicain lors des funérailles d'Henri IV en 1610 l'atteste :
Je puis témoigner que m'ayant demandé la façon de vivre en notre ordre, et des médiations qu'on y fait, lui représentant brièvement ce qui en était, il jeta un grand soupir: témoignage à un prince d'un cœur noble rempli de dévotion et saintes affections.
À Saint-Maximin, où il était désormais prieur, il refusa également de transiger sur l'abstinence d'alimentation carnée. Ainsi, quand les frères opposés à la réforme obtinrent une dispense du conseil royal sur ce point, il ne l'accepta pas. Les récalcitrants devaient se soumettre à la volonté du prieur ou quitter le couvent, car la dispense ruinait l'uniformité de l'ordre et mettait en péril la réforme. Certains ont donc préféré l'exode à la conversion.

### La congrégation occitaine réformée
Grâce aux démarches du pape et à celles d'Augustin Galamini, élu maître de l'ordre en mai 1608, la réforme acquit un statut. Ce dernier adressa dès le mois de septembre 1608 à Michaëlis un décret érigeant la congrégation occitaine réformée, soustraite à la juridiction des provinces de Provence, de Toulouse et d'Occitanie. Ce même décret propulsa le réformateur à la tête de la structure réformée, en l'instituant vicaire général. Cette congrégation était alors composée des couvents réformés de Toulouse, de Clermont-l'Hérault, de Béziers, d'Albi et de Saint-Maximin. Michaëlis en appela alors à la régularité pratiquée là où la réforme était déjà solidement implantée. Tous les membres des couvents réformés appartenaient désormais à la congrégation, ce qui créa de fortes tensions au sein du groupe. Certains conventuels n'acceptaient pas d'être détachés de l'autorité des provinciaux. Ainsi, à Saint-Maximin, les récalcitrants quittèrent le couvent et se retirèrent au vicariat de Carnoules. Entretemps, Castres fut agrégé à la congrégation en 1610, grâce à une nouvelle intervention d'Henri IV.
La réforme connut donc une période florissante après la création de la congrégation, si bien que Michaëlis fut convoqué par Augustin Galamini à Paris pour élargir le mouvement à la capitale. Le réformateur assista au chapitre général tenu à Paris en 1611, qui confirma la congrégation occitaine réformée. Après l'échec d'instituer Michaëlis prieur du couvent Saint-Jacques à Paris (notamment à cause de l'opposition des frères jacobins), Augustin Galamini engagea un projet de fondation d'un nouveau couvent réformé à Paris en septembre 1611. Ce projet aboutit à l'érection du couvent de l'Annonciation en 1613. Michaëlis plaça à sa tête le sous-prieur de Saint-Maximin et réformateur zélé, Pierre d'Ambruc, pour conforter l'implantation de la réforme à Paris.
L'ardeur de Michaëlis attira donc nombre de conventuels : en une vingtaine d'années, son œuvre conquit un effectif total de cent soixante-quatorze frères, répartis en sept couvents. Plus tard, le mouvement s'étendit davantage dans le Midi en gagnant d'abord la maison de Montpellier en 1615, puis celle d'Avignon en 1617.

### Les différentes composantes de la réforme d'Occitanie et la figure du réformateur
Le jeûne et l'abstinence constituaient l'essence de la réforme. Cependant, ils n'étaient pas les seuls articles du mouvement. L'observance instaurée par le réformateur se caractérisait également par un goût renouvelé de la prière, aussi bien sous la forme de la célébration liturgique que de la méditation silencieuse. Il n'exigeait pas seulement l'assiduité à la prière commune (jour et nuit), mais aussi l'harmonie dans les chants de l'office, qu'il n'hésitait pas à faire répéter. Selon lui, l'exhortation n'était pas suffisante pour relever l'ordre de son relâchement, c'est pourquoi ses exigences étaient teintées d'une certaine inflexibilité. Il réglait dans les moindres détails l'office divin, les cérémonies de l'église et du chœur, et supportait mal le moindre écart de discipline.
Par ailleurs, la réforme de Michaëlis ne délaissa pas l'étude. Le réformateur prenait part, soit comme auditeur, soit comme animateur, aux activités scolaires des couvents dans lesquels il se trouvait. Dans son esprit, la réforme ne devait pas écarter les observants des exigences intellectuelles prescrites par le fondateur de l'ordre, mais elle devait au contraire les ranimer.
Son œuvre ne se définit pas pleinement par un simple retour à l'observance originelle. Elle se traduit aussi par un renouvellement spirituel, catalysé par l'influence qu'ont eu les nouveaux ordres religieux (comme celui des Ursulines) sur les anciens. Cette inspiration répercuta sur l'esprit de Michaëlis une volonté d'intégrer à son œuvre une spiritualité davantage contemplative et personnelle (la devotio moderna).
Tous les aspects de la réforme trouvaient leurs origines aussi bien dans le passé que dans le présent. La volonté de purifier l'ordre qui animait les grands réformateurs des temps précédents inspira Michaëlis, convaincu de devoir poursuivre cet héritage. Cependant, son travail de restauration n'était pas uniquement lié à l'histoire de l'institution dominicaine. Il doit aussi être corrélé à la personnalité d'un homme attaché à la reconquête catholique, et répondant aux exigences du présent. Face à l'explosion huguenote, les frères de la réforme retrouvèrent l'attitude de l'ordre primitif face au défi cathare et Michaëlis, à travers son combat, fit revivre l'ardeur de saint Dominique. Aux yeux des conventuels réformés, le fondateur du XIIIe siècle revivait réellement dans le réformateur du XVIe siècle, et les prêcheurs réformés reprenaient l'aventure apostolique de l'ordre à son origine. Ainsi, les huguenots de Montpellier remplacèrent les cathares de Fanjeaux.
Enfin, Michaëlis voyait dans son entreprise une volonté divine. Quand il combattait pour elle, il était convaincu de se dévouer à l'œuvre de Dieu et non à la sienne. C'est la raison pour laquelle il mit tant d'ardeur dans ce projet et tant de fermeté dans l'application de l'observance.
En réalité, le mouvement reflète les idéaux de son créateur : toutes les spécificités de la réforme se placent dans le sillage des aspirations du concile de Trente. Sans avancer que l'œuvre de Michaëlis n'aurait pas existé sans le concile (puisque l'esprit de réforme qui animait l'ordre était effectif depuis longtemps), il est certain qu'elle n'aurait pas eu la même teneur. À une époque où la chrétienté était fissurée, il compléta un mouvement qui avait été amorcé au Moyen Âge, désormais réadapté aux exigences de son temps. La diffusion du protestantisme en Europe occidentale créa une remise en question de la foi catholique, désormais affaiblie. Pour la régénérer, l'Église dut lutter contre ceux responsables de cette sénescence tout en réformant son institution. L'étude de la période post-tridentine met le plus souvent en lumière la prépondérance du rôle joué par les ordres nouveaux dans le mouvement de renouveau catholique, en minorant celui des ordres anciens. En se réformant, ces derniers prennent une place centrale dans cet élan, et souhaitent provoquer une réminiscence de la foi primitive. À travers son œuvre, Michaëlis nous offre le témoignage de cette nostalgie.

## L'affaire Gaufridy
En 1610, tandis que Michaëlis était prieur de Saint-Maximin et tentait de diffuser la réforme dominicaine en développant la congrégation, il se retrouva au cœur d'une affaire de possession mettant en scène un prêtre de Marseille, Louis Gaufridy, et deux religieuses, Madeleine de Demandols et Louise Capeau. Cet événement est un épisode à analyser dans le contexte du déferlement des grandes affaires de possession.

### Le déroulement de l'affaire

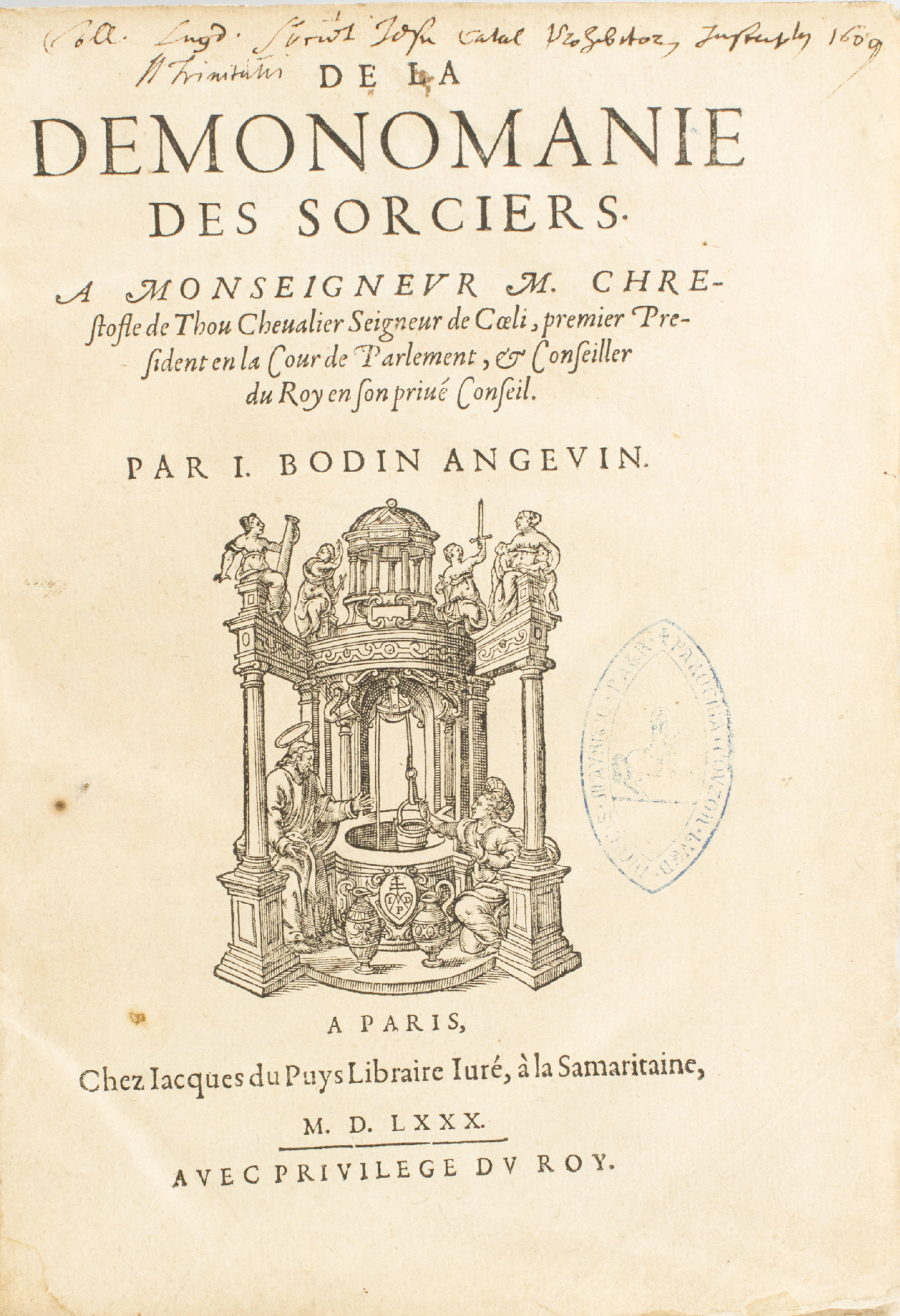
L'ouvrage de démonologie De la démonomanie des sorciers de Jean Bodin (1580).

Chargé de l'éducation de Madeleine de Demandols, Louis Gaufridy influença sa famille pour la placer chez l'ordre des Ursulines d'Aix. Instable, elle fut plusieurs fois renvoyée chez ses parents. Suspectée de possession à partir de 1609, elle fut mise à l'écart. Le père Jean-Baptiste Romillon, supérieur des prêtres de la Doctrine chrétienne et fondateur des couvents des Ursulines dans le sud, l'exorcisa pendant plus d'un an. Lors des exorcismes, elle affirmait qu'un prêtre l'avait ensorcelée et forcée à copuler avec lui. Tandis que l'état pathologique de Madeleine s'aggravait, les symptômes de la possession se propageaient dans l'ensemble du couvent, et Louise Capeau semblait la plus affectée. Dépassé par l'ampleur des événements, Jean-Baptiste Romillon conduisit les deux possédées à la Sainte-Baume. C'est alors que Michaëlis fit son entrée, en tant que grand inquisiteur de la foi en Avignon. On recourut à lui comme un expert en démonologie pour établir la réalité de la possession de Madeleine. Après un examen rigoureux du corps de la suspecte, son bilan était fait : Madeleine était possédée par quantité de démons, dont leur chef Belzébuth. Louise, quant à elle, était possédée par un démon subalterne nommé Verrine. Ce dernier accusa officiellement le prêtre d'avoir causé la possession de Madeleine, de l'avoir emmenée au sabbat et de l'y avoir couronnée princesse. Verrine se disait n'être envoyé par Dieu que pour aider à la conversion de Madeleine en la poussant à dénoncer Louis Gaufridy. Le curé fut alors questionné puis emprisonné. Les inquisiteurs qui étaient aux côtés de Michaëlis partirent fouiller la maison de l'accusé, qui se trouvait aux Accoules (une église collégiale de Marseille), pour y trouver des preuves de sa culpabilité (des livres magiques ou encore une cédule) mais sans grand résultat. Cependant, l'enquête révéla que le prêtre était très bien considéré dans sa paroisse, et les villageois s'invectivaient contre cette accusation. Sentant le contrôle sur l'affaire lui échapper, Michaëlis alla chercher le premier président du Parlement d'Aix, Guillaume du Vair, afin de bénéficier de son soutien. Le Parlement de Provence se saisit alors de l'affaire le 17 février 1611. Pendant le déroulement de l'enquête des tribunaux laïcs, Michaëlis prit le soin d'isoler Madeleine, et fit intervenir quelques médecins (dont celui du roi Louis XIII, Jacques Fontaine) pour identifier les marques démoniaques présentes sur son corps. Elle avança alors que Louis avait été couronné prince des magiciens au sabbat. Ils firent ensuite de même pour le suspect, et trouvèrent trois stigmates. Après des séances de torture en prison, le curé fit sa confession le 11 avril 1611 et avoua avoir été au sabbat et y avoir marqué Madeleine. Le 30 avril 1611, il fut brûlé sur la place des Pêcheurs à Aix. 

### L'Histoire admirablede Michaëlis

#### Les motivations de l'auteur

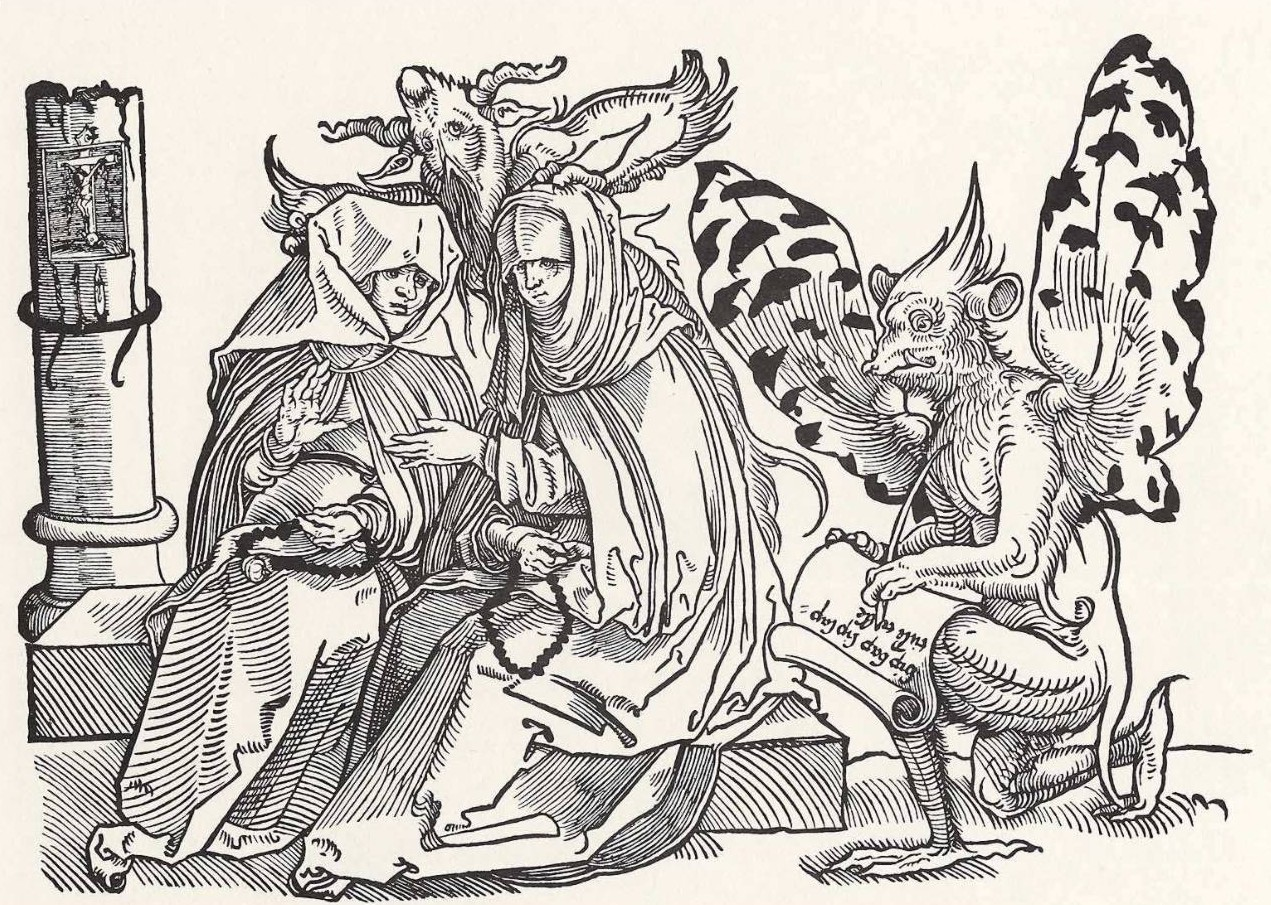
Gravure de, XVI.

L'affaire connut un grand retentissement dans l'ensemble du royaume. Cependant, la culpabilité du curé restait très discutée par les populations (dont les élites). La mise à mort de Gaufridy ne cessa d'être reprochée à Michaëlis. Pour contrecarrer les rumeurs qui nuisaient à sa réputation, il décida de publier en 1613 une œuvre racontant l'affaire de manière quotidienne et remarquablement détaillée, qu'il nomma Histoire admirable de la possession et conversion d'une pénitente séduite par un magicien. 
De plus, les huguenots profitaient de la publication des aveux de Gaufridy pour mettre en lumière la corruption du clergé catholique. Le fait qu'un prêtre admettait être coupable de sorcellerie servait la contre-propagande huguenote et faisait s'immiscer le diable au cœur de l'Église romaine, désormais pervertie. La diffusion de l'Histoire admirable permit également de contrer cette idée. D'emblée, l'auteur affiche clairement les intentions de la publication : 
Dieu sait que l'Histoire n'a été mise en lumière que pour sa gloire, le soutien de l'Église catholique, et pour fermer la bouche aux hérétiques abusant des dépositions du Magicien mises en lumière à notre grand regret, lesquels pouvaient faire obstiner les uns, et séduire les autres : en quoi était besoin de savoir la teneur de cette Histoire, qui est le vrai antidote contre ces malheureuses dépositions. Ceux qui objectent encore que les hérétiques s'en serviront, je le prie de lire attentivement mon épître au lecteur, et verront qu'il n'y a rien pour eux.
Par ailleurs, cet ouvrage constitue un précieux témoignage sur l'imaginaire démoniaque des structures savantes à l'époque de la Réforme protestante.

#### Les visées de l'œuvre
La rédaction de l'Histoire admirable visait en réalité à amorcer un processus de conversion des lecteurs protestants. Michaëlis instrumentalisa les deux possédées afin d'en faire un outil efficace de conversion. Les paroles de Madeleine, possédée par un démon envoyé par le diable (Belzébuth), ont été retranscrites par Michaëlis dans son livre. À travers elle, le démon disait être opposé au catholicisme et prônait le protestantisme comme unique religion. À l'inverse, Verrine, le démon qui possédait Louise Capeau, disait être envoyé par Dieu et dénonçait le dogme protestant. Dans son ouvrage, l'auteur mit donc en scène deux démons dont les discours s'opposent mais qui, dans le fond, convergent vers une même représentation : la diabolisation de la religion protestante (au profit de la glorification du catholicisme). 
L'apologétique qu'il développa dans cet ouvrage servit les intérêts d'un catholicisme remis en cause par l'essor de la Réforme protestante. 

#### L'angoisse eschatologique de l'inquisiteur
Les procès de sorcellerie et les affaires de possession avaient augmenté de façon significative au cours de la même période. Ces deux évolutions reflètent la diabolisation de la culture religieuse européenne, qui a commencé dans le sillage de la peste noire et qui s'est renforcée à l'âge de la Réforme protestante. La possession et la sorcellerie ont eu un impact lourd sur la société chrétienne. Leur prévalence à l'époque moderne devait beaucoup à la croyance, largement répandue, que le monde était entré dans ses derniers jours. Le principal signe annonciateur de cette doctrine apocalyptique était l'accroissement et la diffusion, à travers le monde, de la puissance démoniaque (le mystère d'iniquité), qui précéderait le règne de l'Antéchrist. 
À travers les discours des possédées, Michaëlis met clairement en avant dans son ouvrage sa conviction d'une fin du monde proche :
« Dieu veut prévenir le diable, et pour ce vous fait annoncer que le Jugement approche, et que l'Ante-Christ est né sept ans avant le grand jour du Seigneur, la terre ne produira aucun fruit, les femmes ne concevront pas, et beaucoup de signes se verront, comme il s'en voit déjà. Le fils commence à se rebeller contre son père, et la fille contre sa mère, comme voyez tous les jours, et que déjà de toutes nations qui sont sous le ciel, quelques-uns se convertissent ».
Par analogie à l'imaginaire collectif de son époque, il pensait que le Jugement dernier était imminent. Cette doctrine faisait sens dans le climat eschatologique des guerres de religion.

## L'épilogue d'une vie mouvementée

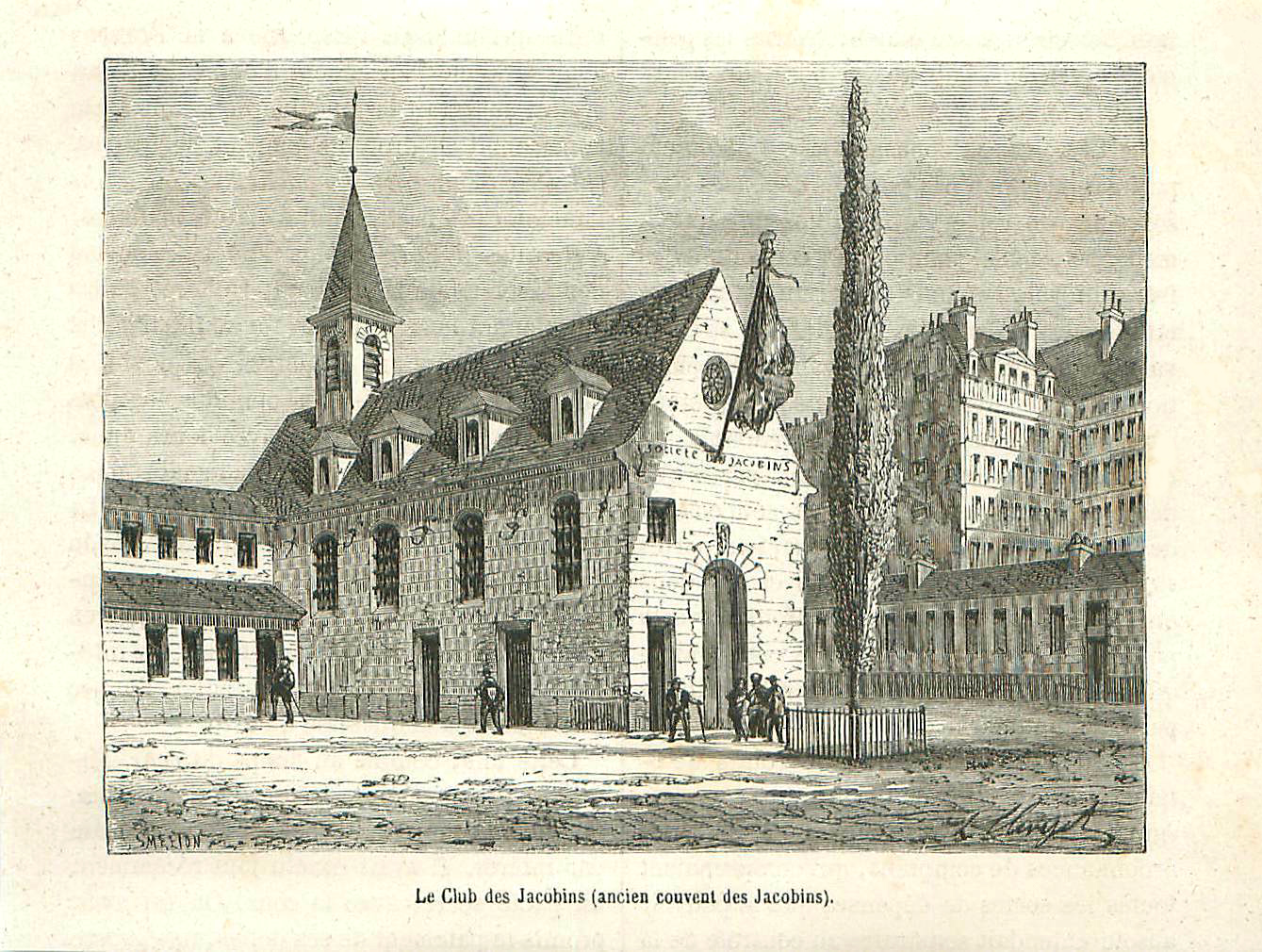
L'ancien couvent des Jacobins devenu le Club des Jacobins à la Révolution, estampe de Joseph Burn Smeeton, XIX.

En 1613, Michaëlis participa à une nouvelle affaire de possession dans les Flandres. Il cumulait alors plusieurs fonctions : prieur de Saint-Maximin, inquisiteur d'Avignon et vicaire général de la congrégation occitaine réformée.
En 1616, il se retira de ses charges de prieur de Saint-Maximin et de vicaire général pour devenir prieur du couvent de l'Annonciation à Paris, dans lequel il finit ses jours et s'éteignit le 5 mai 1618.

## Influence et postérité
Michaëlis inspira quantité de ses contemporains.
Pierre Girardel, l'un de ses plus proches disciples, le remplaça à la tête de la congrégation occitaine réformée en 1616 et la développa davantage. En 1629, elle changea de nom en prenant celui de "Congrégation de Saint-Louis", en référence à la protection que lui donna Louis XIII face aux troubles qu'elle connut. À ce moment, elle comptait alors dix huit couvents. Dans les années suivantes, son développement fut tel qu'il devenait difficile pour les vicaires d'exercer un contrôle efficace sur tous les couvents. Elle fut donc dissoute en 1662.  
Les disciples de Michaëlis s'imprégnèrent de ses idéaux. Ils diffusèrent la réforme et évangélisèrent les populations des autres pays en se donnant des missions lointaines. Ce fut par exemple le cas de Guillaume Courtet, mort martyr au Japon en 1637 et canonisé par Jean-Paul II en 1987.
Beaucoup de Dominicains considéraient Michaëlis comme le restaurateur de la vie régulière en France. À l'égal de ceux d'un saint, ses reliques furent conservées à Toulouse et à Paris
Michaëlis fit de Toulouse le berceau de sa réforme, par analogie à saint Dominique lorsqu'il fonda l'ordre. Les frères du couvent de Toulouse, 90 ans après le début de la réforme, ressentaient encore cet héritage. Un dominicain anonyme du couvent l'atteste, dans un ouvrage publié en 1690 :
« Mais comme ces règles laissent encore beaucoup de choses indéterminées, il a cru qu'il était nécessaire d'y ajouter les Règlements particuliers, qui avaient été faits autrefois par le vénérable Père Michaëlis, et qu'on garde encore dans la Congrégation des Sœurs de Toulouse, signés de sa main. Étant bien raisonnable, que comme toute la régularité, et l'observance qu'il y a maintenant dans la Province toulousaine, et qui s'est après répandue dans tout le royaume, a eu sa source dans le couvent de Toulouse ; aussi tout le bon règlement qu'il doit y avoir dans toutes les Congrégations de la même Province, et qui peut être se répandra après dans les autres, soit pris de la Congrégation de Toulouse, puis que l'un et l'autre reconnait le V. P. Michaëlis comme son restaurateur ».
Ce passage constitue également le témoignage d'une communauté toujours attachée aux valeurs véhiculées par Michaëlis, soit à l'observance régulière. La dissolution de la congrégation occitaine réformée n'avait donc pas consumé l'esprit de réforme qui animait les conventuels, car l'œuvre du dominicain se poursuivit à travers la vie régulière des frères de Toulouse.
Enfin, il enrichit considérablement l'imaginaire démoniaque en France et son disciple, Jean le Normant, avec qui il dirigea l'affaire des possédées de Flandres en 1613, s'inspira de lui dans son ouvrage nommé Histoire véritable et mémorable de ce qui s'est passé sous l'exorcisme de trois filles possédées ès païs de Flandre (publié en 1623).
Il est également devenu un personnage littéraire, sous la plume de François de Rosset en 1619 (troisième Histoire tragique) ; à l'époque contemporaine, la mangaka Yana Toboso a choisi de donner son nom au personnage central de son manga Black Butler.